# Mirella Liuzzi
Mirella Liuzzi (Tricarico, 27 febbraio 1985) è una politica italiana, deputata alla Camera nella XVII e XVIII legislatura della Repubblica Italiana per il Movimento 5 Stelle e sottosegretaria di Stato al Ministero dello sviluppo economico dal 16 settembre 2019 al 13 febbraio 2021 nel governo Conte II.

## Biografia
Nata il 27 febbraio 1985 Tricarico, in provincia di Matera, ma residente a Matera, si è laureata in Scienze della comunicazione all'Università degli Studi di Bari Aldo Moro e in Comunicazione pubblica e d'impresa presso l'Università Statale di Milano. Ha lavorato per qualche mese a Valencia, in Spagna, presso un ente che si occupa di associazionismo e corsi di formazione.
In vista delle elezioni politiche del 2013, viene candidata alla Camera dei deputati, tra le liste del Movimento 5 Stelle (M5S) come capolista nella circoscrizione Basilicata, viene eletto deputato alla Camera per il M5S.
Durante la XVII legislatura della Repubblica è stata componente della Commissione parlamentare per l'indirizzo generale e la vigilanza dei servizi radiotelevisivi, ha ricoperto l'incarico di segretario del gruppo parlamentare del M5S a Montecitorio dal 10 aprile 2017 al 22 marzo 2018, oltre ad essere membro e, dal 21 luglio 2015, segretaria della 9ª Commissione Trasporti, poste e telecomunicazioni.
Alle elezioni politiche del 2018 viene ricandidata alla Camera, tra le liste del Movimento 5 Stelle come capolista nel collegio plurinominale Basilicata, venendo rieletta deputata.
Nel corso della XVIII legislatura è stata segretaria dell'ufficio di presidenza della Camera dei deputati dal 29 marzo 2018 al 18 settembre 2019, segretaria del Comitato per la comunicazione e l'informazione esterna, della 9ª Commissione Trasporti, poste e telecomunicazioni e della Commissione parlamentare per l'indirizzo generale e la vigilanza dei servizi radiotelevisivi.
In seguito alla nascita del governo Conte II tra il Movimento 5 Stelle, Partito Democratico e LeU, il 13 settembre 2019 è stata nominata dal Consiglio dei Ministri sottosegretaria di Stato al ministero dello sviluppo economico, affiancando il ministro pentastellato Stefano Patuanelli, insediandosi il 16 settembre e mantenendo l'incarico fino al 13 febbraio 2021.
Il 20 aprile 2023 viene nominata nel Consiglio di indirizzo della "Fondazione di partecipazione Orchestra Sinfonica" della provincia di Matera.